# Sluneční stráň
Koordinaten: 50° 38′ 0″ N, 14° 4′ 0″ O

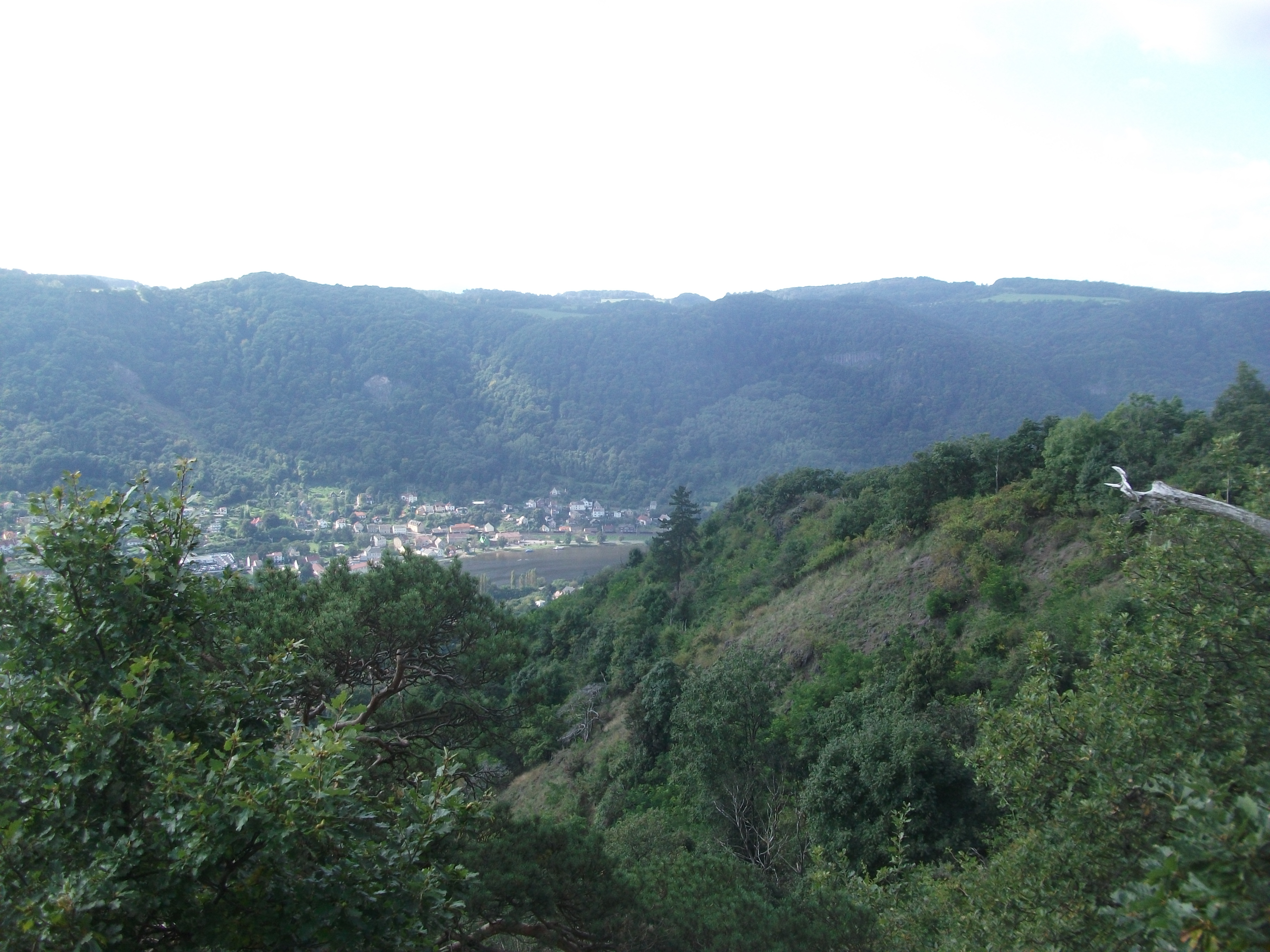
Sluneční stráň

Als Naturreservat Sluneční stráň (deutsch etwa: Sonnenleite bzw. Sonnenhang) wurde ein felsdurchsetztes Trockenrasenbiotop oberhalb des Elbtales nahe Ústí nad Labem im rechtselbischen Böhmischen Mittelgebirge unter Naturschutz gestellt.
Ausgewiesen wurde das Naturreservat im Jahr 1968 auf zwei voneinander getrennten Flächen von 7,6 und 2,3 ha. Unter Schutz steht ein durch Trockenrasen geprägter Bereich, der durch seine sonnenexponierte Lage vielen wärmeliebenden Pflanzen eine Heimstatt bietet. Eine Besonderheit ist das Vorkommen des streng geschützten Weißen Diptams (Dictamnus albus).
Der Naturlehrpfad Pod Vysokým Ostrým berührt das Naturschutzgebiet an seiner Bergseite, ohne es zu durchqueren. Das Areal des Naturschutzgebietes selbst ist aufgrund seiner Steilheit und Weglosigkeit für die Öffentlichkeit weitgehend unzugänglich.